# Leucopardus semiflavum
Leucopardus semiflavum is een vlinder uit de familie van de uilen (Noctuidae). De wetenschappelijke naam van de soort is voor het eerst geldig gepubliceerd in 1996 door Kishida.
De soort komt voor in Thailand en Myanmar.